# 林志華
林志華（英語：Lam Chi Wah，1962年10月7日—），香港電視台劇集監製。他在1980年代，早年曾為加入亞洲電視，一直至到1988年轉投無綫電視，曾擔任助理編導及編導，1999年獲晉升為無綫電視監製，現為無綫電視監製兼任戲劇組製作部經理。

## 簡歷
林志華畢業於香港中文大學理學院。他於1982年加盟亞洲電視，至1988年離開亞洲電視轉投無綫電視後（一直在服務至今），入職時擔任助理編導，到1990年代中期升至編導。1999年，林志華因無線電視戲劇組製作部兼擔任的電視劇編導、挖角潮出現了後從編導開始晉升監製，首部監製劇集是《美味情緣》。他擅長製作「小成本、高效益」劇集，題材多元化。著名作品以師奶為主要觀眾群，包括家庭劇《師奶兵團》、《師奶股神》、《居家兵團》，豪門爭鬥劇《掌上明珠》，推理劇《隔世追兇》、《謎情家族》、《施公奇案》系列、警匪劇《飛虎》系列、《雷霆掃毒》、《反黑路人甲》等，但也有評論指其作品欠缺人文關懷。2015年1月，他開始兼任戲劇製作部經理，同年監製的穿越剧《EU超时任务》在2016年3月播出後獲得不俗口碑，2017年及2020年播映的《踩過界系列》更令王浩信兩度奪得《萬千星輝頒獎典禮》「最佳男主角」獎，而《反黑路人甲》亦在《萬千星輝頒獎典禮2020》奪得「最佳劇集」及「馬來西亞最喜愛TVB劇集」兩個獎項。而林志華曾習慣起用年輕及有潛質的常用演員，常與馬德鐘、滕麗名、王浩信、林峯、徐子珊、郭晉安、張家輝、商天娥、李思捷、林嘉華、單立文、許家傑、朱晨麗、劉佩玥、蔡思貝、李佳芯及朱千雪等等藝人合作。林志華曾在電影及電視劇中監製作品，與編審如李綺華、葉天成、陳金鈴、黃偉強、劉彩雲及伍立光等合作較多。
2022年4月，晉升為高級經理（戲劇分部）。
在任監製時期，常用主演演員有曾守明（25部）；何俊軒（15部）；馮素波（13部）；王浩信（12部）；許家傑、陳志健、何君誠（10部）；馬德鐘、徐榮、孫慧雪、冼灝英、李思捷、馬國明（8部）；蔣志光（7部）；林景程、韋家雄、呂珊、羅樂林、郭晉安、楊潮凱、滕麗名、艾威、商天娥、劉家輝、陳山聰（6部）；陳庭欣、蔣家旻、梁証嘉、黃子雄、秦煌、潘志文、朱敏瀚、梁舜燕、單立文、翟威廉、袁偉豪、林嘉華、湯盈盈（5部）；石修、張振朗、朱晨麗、朱千雪、苟芸慧、徐子珊、李施嬅、唐寧、林峯（4部）；白彪、姜大衞、張武孝、張國強、譚凱琪、黃德斌、黃智雯、羅子溢、梁競徽、宣萱、胡杏兒、譚小環、許紹雄、文頌嫻、張家輝、朱健鈞（3部）；賴慰玲、姜麗文、蔡思貝、劉穎鏇、李佳芯、江美儀、黃心穎、張可頤、歐陽震華、吳卓羲、黃宗澤、謝天華、葉童、鄧萃雯、吳美珩、江芷妮、陳文媛、陳慧珊、邵傳勇、吳啟華（2部）。

## 作品列表

### 電視劇（無綫電視）

#### 助理編導
- 1989年：《晉文公傳奇》
- 1990年：《燃燒歲月》、《笑傲在明天》
- 1991年：《天龍奇俠》
- 1992年：《他來自天堂》、《火玫瑰》、《血璽金刀》

#### 編導
- 1993年：《居者冇其屋》、《精靈酒店》
- 1994年：《恨鎖金瓶》
- 1995年：《忘情闊少爺》
- 1996年：《地獄天使》、《新上海灘》
- 1997年：《刑事偵緝檔案III》、《大鬧廣昌隆》
- 1998年：《天地豪情》、《妙手仁心》
- 1999年：《先生貴性》、《刑事偵緝檔案IV》、《創世紀》
- 2022年：《曙光》

#### 監製
- 2001年：《美味情緣》、《勇探實錄》
- 2002年：《情牽百子櫃》、《鄭板橋》
- 2003年：《十萬噸情緣》、《戀愛自由式》
- 2004年：《隔世追兇》、《天涯俠醫》
- 2005年：《情迷黑森林》
- 2006年：《謎情家族》、《施公奇案》、《愛情全保》
- 2007年：《師奶兵團》、《奸人堅》
- 2008年：《師奶股神》、《少年四大名捕》
- 2010年：《掌上明珠》、《施公奇案II》、《女人最痛》、《居家兵團》
- 2012年：《換樂無窮》、《飛虎》、《雷霆掃毒》
- 2013年：《熟男有惑》
- 2014年：《再戰明天》、《飛虎II》
- 2015年：《以和為貴》
- 2016年：《EU超時任務》、《致命復活》
- 2017年：《踩過界》
- 2018年：《兄弟》
- 2020年：《反黑路人甲》、《踩過界II》[8]
- 2022年：《雙生陌生人》、《曙光》、《回歸》
- 未播映：《非常檢控觀》、《金式森林》

## 獎項
| 年度 | 頒獎典禮             | 獎項     | 劇集           | 結果 |
| ---- | -------------------- | -------- | -------------- | ---- |
| 2020 | 萬千星輝頒獎典禮2020 | 最佳劇集 | 《反黑路人甲》 | 獲獎 |

## 外部連結
- 林志華的新浪微博
- 林志華的Facebook專頁
- 林志華的Instagram帳戶